# 罗伯特·莱尔德·博登
罗伯特·莱尔德·博登爵士（英語：Sir Robert Laird Borden，1854年6月26日—1937年6月10日），第一次世界大战中的加拿大总理。身为律师、历史学家及教育家，1901年后成为保守党领袖。曾致力于公务制度改革、电话和电报公有化、特惠贸易，反对经济上依赖美国。强调加拿大在世界事务中的独立性，为加拿大在国际联盟中赢得单独的席位。他著述范围很广，涉及加拿大历史、宪法、法学等方面。其肖像印于加拿大一百元钞票上。

## 早年生活
1854年6月26日生于新斯科舍省的格朗普雷，15岁中断了正规学习，1874年进哈利法克斯法律事务所攻读法律，1878年取得律师资格，稍后成为法律界权威。1889年建立法律事务所。1896年参加保守党被选为哈利法克斯议员，进入众议院。虽为反对党后座议员，却是党的核心小组成员，1900年竞选中出任临时领袖，直到1911年。

## 担任总理
在1911年大选中，他联合各派力量，成功地组织起反威尔弗里德·劳雷尔阵线，从而结束了自由党长达15年的统治。然而，新政府上台以后面临的却是众口难调的困难处境。在大选中支持博登的魁北克民族主义者同其他地区的民族主义者是截然不同的两支政治力量。前者深恐在大不列颠承担义务，对劳雷尔的海军服役法深恶痛绝；后者则忧心于来自美国的控制，为具有此种倾向的互惠贸易协定而惶惶不安。一些曾使洛里埃一败涂地的敏感问题现却转过来考验着保守党政权。
博登缺少劳雷尔的机敏、老练，但却具有坚定的信念和顽强的意志。同洛里埃一样，博登要走的也是一条妥协、中庸路线。这一点从博登新政府的构成上即可见一斑。
来自多伦多金融集团的托马斯·怀特被任命为财政部长。怀特是与洛里埃分道扬镳的多伦多自由党中“十八个反叛者”之一，与麦肯齐——曼财团关系密切。具有类似背景的阿瑟·米恩担任了副司法部长。
保守党在内阁中的代表除博登外还有4人。来自马尼托巴省的罗伯特·罗杰斯任内政部长；乔治·E·福斯特任贸易与商务部部长；萨姆·休斯任民兵部长；J·D·里德博士任关税部长。
博登也谨慎地邀请了魁北克的代表参加内阁。亨利·布拉萨个人对之不屑一顾，但却表示，如果博登赞同将海军问题诉诸公决，放宽移民政策，安抚西部少数民族，他可以推荐F·D·蒙和其他魁北克人加入内阁。这些条件对博登来说不成问题。这样，新政府中又增加几位魁北克民族主义者，包括公共工程部部长蒙，国内税务部部长布鲁诺·南蒂尔，司法部长C·J·多尔梯和不管部部长乔治·珀利。
保守党在议会众议院占有多数席位，但参议院中却聚集着一批自由党当政时期任命的终身参议员，预示着博登在推行新政策的道路上不会一帆风顺。
在内政方面，博登基本上是循着劳雷尔走过的道路继续走下去。国家政策自然是政府施政的基石。博登既没有许诺也不曾打算有什么重大建树。互惠贸易协定的失败解决了工商业者担心的关税问题；入境移民的持续增加保障了西部拓殖事业的顺利进行；铁路发展计划仍在紧锣密鼓地制定与实施。
然而，由于资本主义本身发展规律的作用和国际环境的影响，保守党政府上台后加拿大的经济状况并不象原来设想的那样美满。洛里埃时代的繁荣到1913年就显出凋谢的迹象。小麦价格的降低导致农民收入减少；国外投资的削减引起经济建设速度的放慢；西部拓殖事业已接近尾声，加拿大结构中的灵活因素正在消失。然而，博登政府对于解决国内经济问题一筹莫展。新政府与生俱来的民族主义热情使加拿大自然而然地卷入国际纷争的漩涡之中。
博登政府上台之际，国际局势正日趋紧张。在欧洲，德国的迅速崛起对英国的海上霸权构成严重威胁。德国无论在军舰生产能力和海军发展速度上都超过了英国。促使英国政府下决心诉诸一战。
一旦英国卷入一场世界战争，作为英帝国重要成员的加拿大势难洁身自好。博登希望加拿大能在帝国中发挥积极作用，不仅仅是共赴战争，而且在共同的外交政策上拥有发言权。在1910年关于海军法案的辩论中，博登就提出：“我坚决主张，以英国两党和帝国各自治政府为成员的防务委员会，应对帝国防务在组织上予以控制。……如果我们参予帝国的持久防务，我们必须对这些事有一定的控制权与发言权。”为此应当促成中央集权的英帝国转变为未来合作的英联邦。要实现这一目标，博登面临着双重难题：既要说服英国当局让加拿大分享权利，又要使加拿大人明白承担帝国义务的必要性。
1912年夏，博登乘船赴英。通过与英国外交大臣爱德华·格雷爵士和海军大臣温斯顿·丘吉尔的会谈，博登意识到，加拿大必须有所行动，以准备一场迫在眉睫的战争。回国后，博登于1912年10月14日，向议会提出海军援助法案，建议议会提供3500万加元的紧急拨款以便在英国建造和装备3艘战列舰。
博登的提案在内阁和议会中都遇到相当大的阻力。F·D·蒙明确反对在帝国防务中采取联合行动的主张并提出辞职。蒙的态度代表了布拉萨等法裔加拿大人的立场。布拉萨坚决主张取消博登海军方案。他巧妙地援引爱德华·格雷爵士在1912年1月29日所作的要求其他国家不要干涉帝国冒险事业的声明，来反对加拿大卷入英帝国事务。他总结说：“如果我们的政治家无视英国人民而把时间浪费在取代英国国务活动家，拯救英国舰队和母国的努力中，他们会突然从帝国主义的美梦中觉醒，去面对因忽视保卫加拿大经济安全和国家统一而引起的加拿大的严重问题。”
除了来自魁北克的强大阻力外，博登的计划也受到在野的自由党的掣肘。洛里埃在魁北克强调指出，如果英国真的面临危险，他与其他法裔加拿大人会以各种方式伸出援助之手，但他反对为任何“虚张的危机”贡献什么。
1912年12月，博登的海军方案在众议院获得通过，但却被自由党占多数的参议院以未经加拿大人民批准为由否决了。两党在帝国防御问题上形成互相掣肘之势。到1914年8月4日英国对德国宣战为止，博登的宏伟蓝图并无半点进展。他既没能说服加拿大人民承担起帝国义务，也没有为加拿大争得在帝国外交中的发言权。

## 被迫辞职
他在内阁会议和外交会议上都支持美国总统伍德罗·威尔逊的十四点原则。由于行政上无能和发战争财等问题，博登政府信誉下降。他为了实行徵兵制组成联合政府。曾支持盟国出兵干涉俄国革命。1919年他因阻止总罢工遭到工会反对。1920年7月辞职。

## 晚年生活
退休后于1921年参加华盛顿海军裁军会议，1930年出席国际联盟，著有《加拿大宪法研究》(1922)、《大英国协联邦内的加拿大》(1929)和《回忆录，1938）。1937年6月10日于渥太华逝世，享年82岁。